# (8928) 1996 YH2
(8928) 1996 YH2 là một tiểu hành tinh vành đai chính. Nó được phát hiện bởi Chương trình tiểu hành tinh Bắc Kinh Schmidt CCD ở trạm Xinglong ở tỉnh Hồ Bắc, Trung Quốc ngày 23 tháng 12 năm 1996.